# Astrocitoma anaplastico
La neoplasia cerebrale denominata astrocitoma anaplastico (grado III della scala WHO) deriva normalmente da malignizzazione di un astrocitoma di basso grado (astrocitoma pilocitico, astrocitoma diffuso), anche se si osservano casi che non presentano storia di una lesione antecedente. Sua naturale tendenza è di progredire in tasso di malignità, verso il glioblastoma.
Il tumore ha la sua massima espressione tra i 40 e i 50 anni, con un'incidenza compresa tra 0,25 e 0,49 casi per 100.000 persone per anno. Colpisce preferibilmente gli emisferi cerebrali. L'intervallo di tempo tra i primi sintomi e la diagnosi è di circa 1,5-2 anni. La terapia è rappresentata dalla chirurgia, con associate radio e chemioterapia.
L'illustrazione sulla destra mostra delle immagini di risonanza magnetica nucleare di un paziente con astrocitoma anaplastico, nel decorso di malattia. All'inizio della sequenza (A) si nota il tumore nei lobi frontali destro e sinistro e nel talamo a destra. L'immagine (B) mostra la situazione dopo il trattamento con asportazione chirurgica, radioterapia e chemioterapia. Il tumore è completamente scomparso, tranne una rima di enhancement adiacente al margine chirurgico. (C) mostra la ricomparsa 9 mesi dopo del tumore nella regione del talamo, nonostante la chemioterapia di mantenimento. (D) è eseguita due mesi dopo un'operazione di radioterapia stereotassica e documenta l'incremento del tumore nel talamo. (E) Dopo sei cicli di chemioterapia con temozolomide, la lesione nel talamo aumenta e il paziente accusa disartria ed emiparesi. (F) Dopo due cicli di terapia combinata interferon-beta più temozolomide, il tumore regredisce parzialmente.